# Catlettsburg
Catlettsburg é uma cidade localizada no estado americano de Kentucky, no Condado de Boyd.

## Demografia
Segundo o censo americano de 2000, a sua população era de 1960 habitantes.
Em 2006, foi estimada uma população de 1907, um decréscimo de 53 (-2.7%).

## Geografia
De acordo com o United States Census Bureau tem uma área de
4,3 km², dos quais 3,3 km² cobertos por terra e 1,0 km² cobertos por água. Catlettsburg localiza-se a aproximadamente 172 m acima do nível do mar.

## Localidades na vizinhança
O diagrama seguinte representa as localidades num raio de 8 km ao redor de Catlettsburg.